# Delta Świny

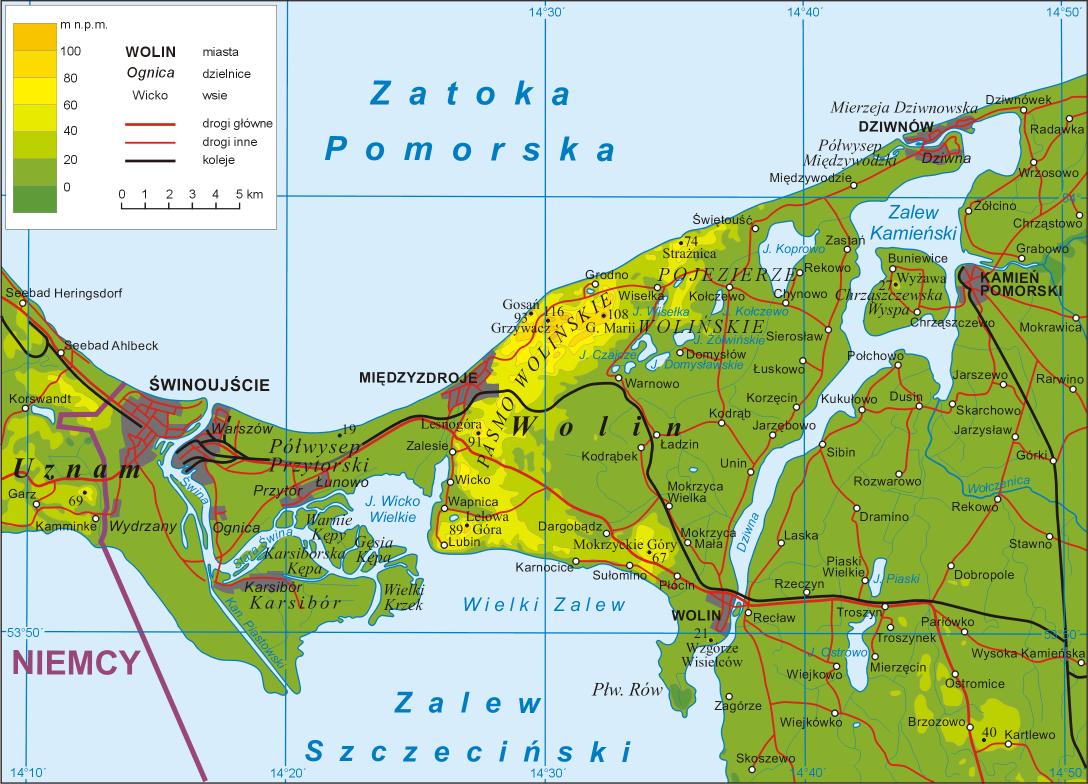
Mapa wyspy z deltą Świny

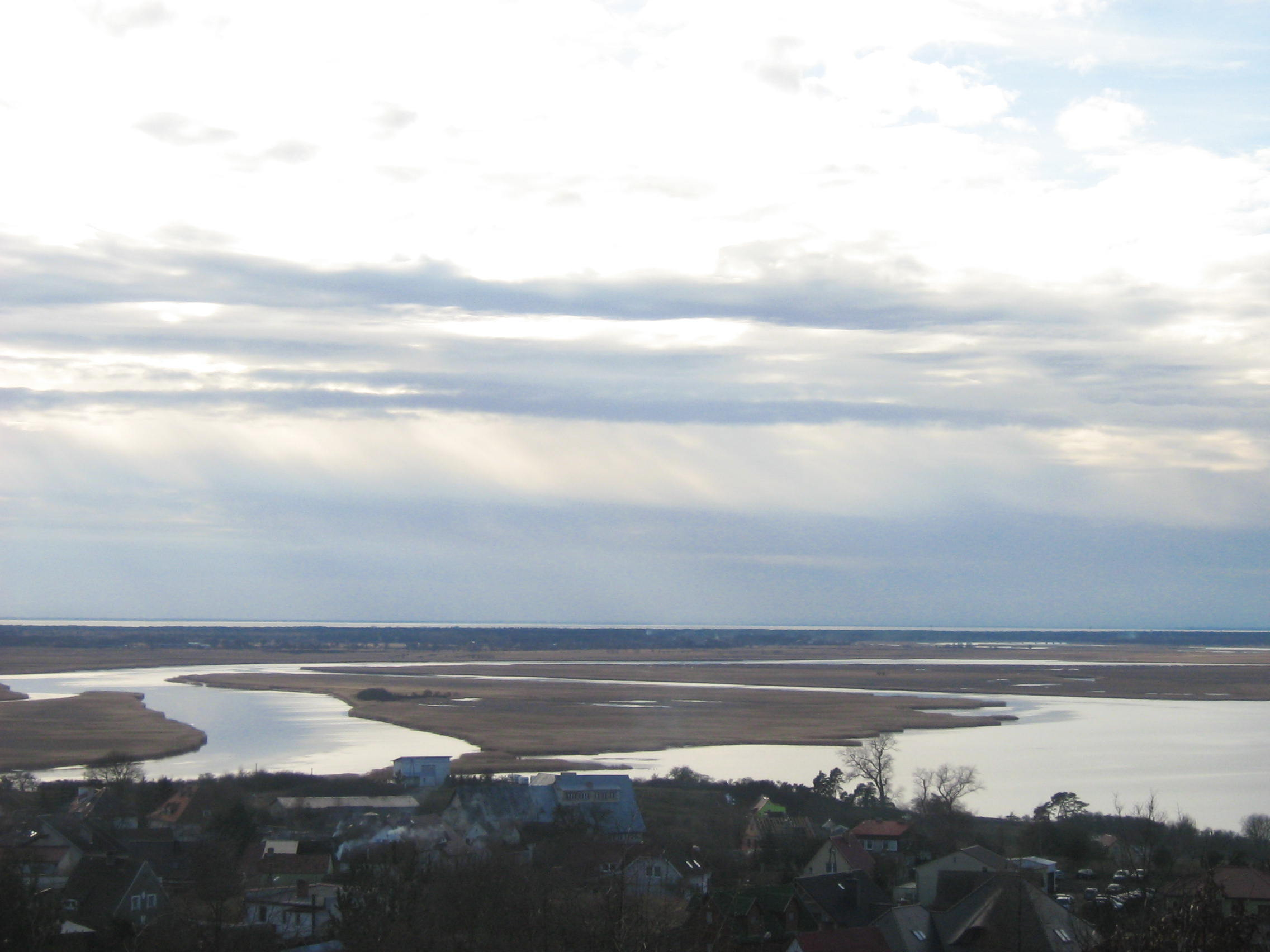
Widok ze wzniesienia Zielonka

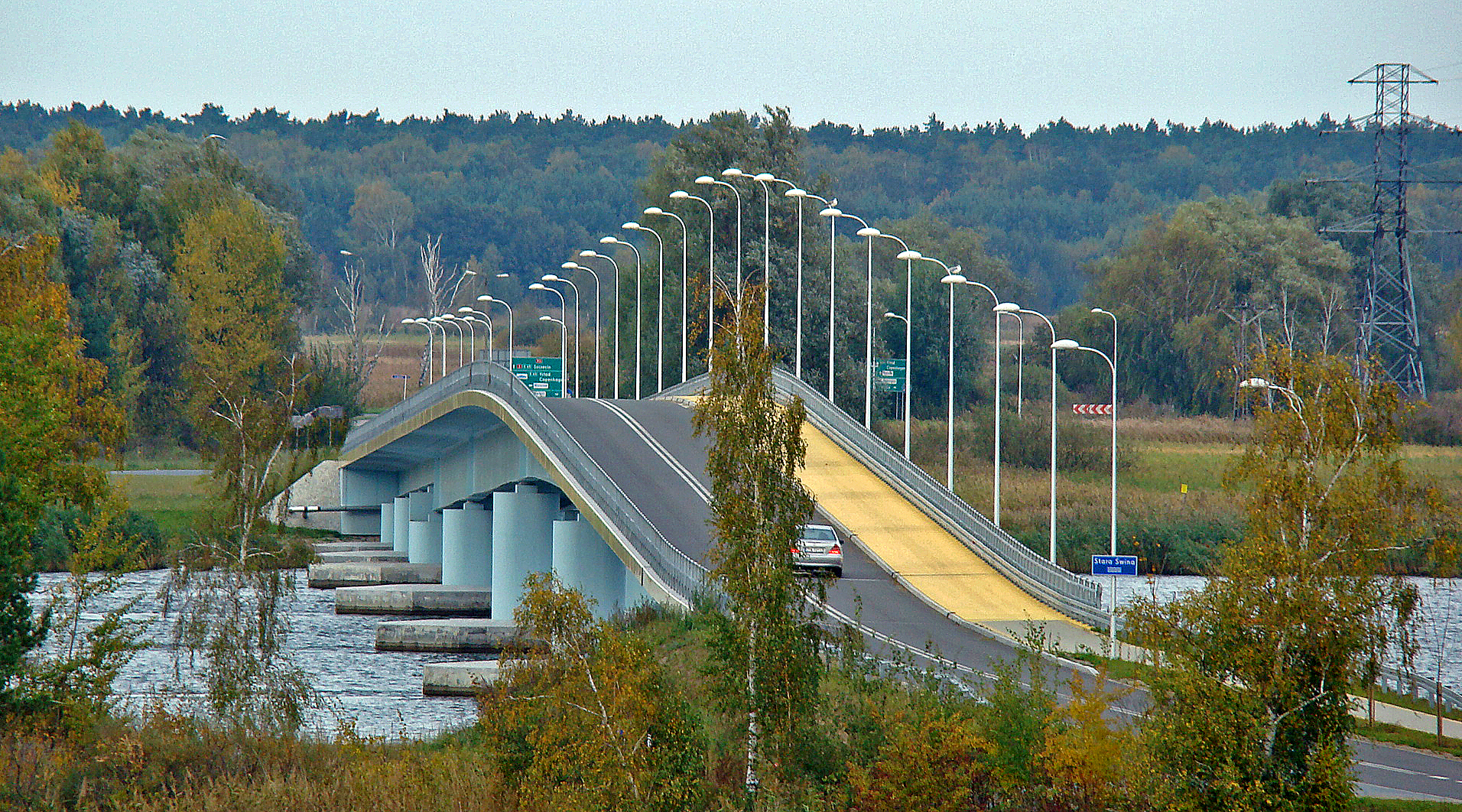
Most Piastowski nad Starą Świną w Świnoujściu, w tle Ognickie Łęgi

Delta Świny (PLB320002) – obszar specjalnej ochrony ptaków Natura 2000 w północno-zachodniej Polsce, nad Morzem Bałtyckim, o powierzchni 11 008,45 ha, w całości w woj. zachodniopomorskim, na Pobrzeżu Szczecińskim. Obejmuje obszar delty wstecznej cieśniny Świny, wraz z sąsiednimi kanałami, akwenami i wyspami, oraz przybrzeżny obszar morski na Zatoce Pomorskiej, na północ od Wolińskiego Parku Narodowego.
Obszar ochrony został wyznaczony w 2004 roku przez Ministra Środowiska na powierzchni 9171,3 ha. W 2007 roku pomniejszono go do 8286,1 ha, a w 2011 roku powiększono o przybrzeżny obszar morski o powierzchni 2722,4 ha.

## Warunki naturalne
W skład delty wchodzi szereg małych wysp o łącznej powierzchni około 3650 ha. Nazwane wyspy to: Uznam, Wolin, Karsibór, Karsiborska Kępa, Bielawki, Wielki Krzek, Wydrza Kępa, Koński Smug, Ostrówek, Wola Kępa, Warnie Kępy, Wołcza Kępa, Lądko, Wiszowa Kępa, Trzcinice, Chełminka, Świńskie Kępy. Znajdują się na nich najbardziej rozległe w Polsce kompleksy łąk solniskowych. Wszystkie mniejsze wyspy są podmokłe, niezamieszkane i w większości niezagospodarowane. Na niektórych utrzymuje się wypas krów i koni. 
Wyspy powstały w wyniku akumulacji piasku i mułu (do 40 cm) – osadzanych przez wody Świny, pchanych wstecznym prądem podczas silnych sztormów z wiatrem wiejącym z kierunku północnego (zjawisko tzw. cofki) – oraz torfu trzcinowego i turzycowo-trzcinowego (do 1,2 metra).
Ocenia się, że delta ma około trzech tysięcy lat. 

## Ochrona przyrody
Znaczna część obszaru leży w granicach Wolińskiego Parku Narodowego. Na terenie ostoi znajduje się rezerwat przyrody Karsiborskie Paprocie. Wyspy Karsiborska Kępa i Bielawki stanowią tzw. społeczne rezerwaty. Nie jest to formalnie (administracyjnie) wyznaczony obszar chroniony, lecz teren poddany ochronie przez Ogólnopolskie Towarzystwo Ochrony Ptaków. Przedmiotem ochrony prowadzonej przez tę organizację są ptaki i szata roślinna. Na całym obszarze delty wstecznej obowiązuje strefa ciszy. Zakazuje się uprawiania sportów motorowodnych i poruszania łodziami z napędem spalinowym. Jest to także strefa niedostępna dla sportów lotniczych (głównie motolotni i lotni). 
W roku 1996 RZGW uznał deltę wsteczną Świny za obszar priorytetowy dla zachowania lub odnowienia funkcji ekologicznych.

## Turystyka
Rozległa panorama na deltę ze wzgórza Zielonka w Lubinie koło Międzyzdrojów, na które prowadzi turystyczny  Szlak nad Zalewem Szczecińskim (Międzyzdroje – Wolin). 
Międzynarodowe Stowarzyszenie Przyjaciół Przyrody uznało deltę Odry (i wchodzącą w jej skład wsteczną deltę Świny) za krajobraz roku 1993/94. 

## Flora i fauna
Na obszarze gnieździ się blisko 150 gatunków ptaków, m.in.: biegus zmienny, ohar, błotniak łąkowy i zbożowy, bączek, mewa żółtonoga, mewa czarnogłowa, mewa siwa, rybitwa rzeczna i białoczelna, świstun zwyczajny, rożeniec zwyczajny, gągoł, wąsatka, wodniczka i derkacz, a w czasie przelotów spotkać można wielotysięczne stada gęsi, kaczek i ptaków z rzędu siewkowych (ostrygojad zwyczajny, sieweczka obrożna, batalion, kulik wielki, rycyk i krwawodziób). 
Na wyspach delty wstecznej występują z rzadkich gatunków roślin: kłoć wiechowata, turówka wonna oraz szereg gatunków roślin solniskowych (halofitów): babka pierzasta, świbka morska, sit Gerarda, mlecznik nadmorski, czosnek kątowaty, muchotrzew solniskowy, aster solny.

## Zagrożenia
Zagrożeniem są ścieki z pobliskich miejscowości, zanieczyszczenie wód Odry i Świny, w tym zanieczyszczenie substancjami toksycznymi i ściekami z portów i pobliskiego toru wodnego. Problemem w ochronie walorów przyrodniczych jest zanikanie użytkowania pastwiskowego skutkujące ekspansją szuwaru trzcinowego na wyspach, co prowadzi do zmniejszania różnorodności gatunkowej ornitofauny i flory.